# Drewniane dworki oficjalistów zamkowych w Suchej Beskidzkiej
Drewniane dworki oficjalistów zamkowych – zespół trzech zabytkowych drewnianych willi dworskich przy ul. Mickiewicza 36, 38 i 40 w Suchej Beskidzkiej. Powstały one na przełomie 3. i 4. ćwierci XIX wieku dla oficjalistów (urzędników) dóbr suskich, których siedzibą był pobliski zamek suski.
Są to drewniane, parterowe budynki o konstrukcji zrębowej na kamiennej podmurówce, z wysokimi dachami dwuspadowymi i bogatymi zdobieniami werand, szczytów i obramień okiennych. Swoim wyglądem nawiązują do popularnego wówczas stylu szwajcarskiego w architekturze. Elewacja dworku przy ul. Mickiewicza 40 jest zaakcentowana piętrowym ryzalitem. W dworku przy ul. Mickiewicza 38 mieszkał administrator dóbr suskich Edward Drapella. Po wojnie został on przeznaczony na lokale użyteczności publicznej. Współcześnie mieści się tam Oddział Ziemi Babiogórskiej PTTK, któremu nadano imię prof. Walerego Goetla. Przed willą postawiono pomnik upamiętniający jego postać. Dworek przy ul. Mickiewicza 36 został w największym stopniu przekształcony.
Obok dworków przebiega miejski szlak historyczny Suchej Beskidzkiej.
Dworki zostały wpisane do rejestru zabytków pod następującymi wpisami:
- ul. Adama Mickiewicza 36 – d. dworek oficjalistów zamkowych, 1880 r., A-1530/M, wpis z 28.12.1985,
- ul. Adama Mickiewicza 38 – dom, 1875, A-507, wpis z 19.06.1987,
- ul. Adama Mickiewicza 40 – d. dworek oficjalistów zamkowych, przełom XIX/XX w., brak numeru, wpis z 22.09.2020.